# Taiping Hu
Taiping Hu (kinesiska: 太平湖) är en sjö i Kina. Den ligger i den autonoma regionen Tibet, i den sydvästra delen av landet, omkring 530 kilometer norr om regionhuvudstaden Lhasa. Taiping Hu ligger 5 086 meter över havet. Arean är 12,1 kvadratkilometer. Trakten runt Taiping Hu består i huvudsak av gräsmarker. Den sträcker sig 5,6 kilometer i nord-sydlig riktning, och 3,4 kilometer i öst-västlig riktning.
Genomsnittlig årsnederbörd är 275 millimeter. Den regnigaste månaden är juli, med i genomsnitt 84 mm nederbörd, och den torraste är december, med 1 mm nederbörd.